# Перманганат
Перманганат је со перманганатне киселине чији киселински остатак (анјон) има формулу MnO−
4. Оксидациони број мангана је +7.

## Добијање
Перманганати се могу добити из манганата; деловањем киселине, анодном оксидацијом или оксидацијом хлором:

## Својства
У односу на пертехнате и перренате, перманганати су најмање стабилни при загревању. Тако, калијум-перманганат губи кисеоник при 200 °, док је за распад калијум-перрената потребна знатно виша температура. Стабилан је у широком подручју pH, али се споро распада у киселој средини:
Ова реакција се убрзава на светлости, па је зато потребно растворе перманганата чувати у тамним боцама. Због тога што се распада у киселој средини, pH тог раствора треба да буде нешто више од 7.

## Оксидо-редукционе реакције
Перманганатни анјон је јако оксидационо средство:
Перманганат се у киселој средини при томе редукује до Mn2+ - јона. Стандардни редокс потенцијал износи +1,51 V.
У слабо - базној или неутралној средини перманганат се редукује до манган-диоксида:
Стандардни редокс потенцијал износи +1,23 V.
У јаким базама, редукција иде до манганата:
Стандардни редокс потенцијал је +0,56 V.

## Примери
Најпознатији су перманганати алкалних метала, пре свега калијум-перманганат, али и натријум-перманганат. Мање познати су баријум-перманганат и сребро-перманганат.